# Zwei in einem Anzug
Zwei in einem Anzug ist ein deutsches Filmlustspiel aus dem Jahre 1950 von und mit Joe Stöckel. An seiner Seite spielen Wolf Albach-Retty, Heini Göbel und Olga Tschechowa weitere Hauptrollen.

## Handlung
Bayern, in den frühen Nachkriegsjahren. Die Zeiten sind schlecht, Entbehrung herrscht allenthalben. Die beiden Münchner Hungerkünstler Otto Vogel und Waldemar Zirngibl, die sich in Schwabing mehr schlecht als recht als Kunstmaler durchschlagen, sind so arm, dass sie sich sogar einen gemeinsamen Anzug teilen müssen. Während der eine sein Herz an die Feinkosthändlerin Luise Brandstötter verloren hat, verliebt sich der andere in die Amerikanerin Bessy Turner, deren Eltern Catherine und Nick gerade in München zu Besuch sind. 
Der alte Nick hegt romantische Gefühle für die bayerische Landeshauptstadt, hat er doch dort einst eine schöne Studienzeit verbracht. Als er Otto und Waldemar kennen lernt, ist er augenblicklich fest davon überzeugt, dass einer der beiden sein aus einer Liebesnacht hervorgegangener Sohn sein müsse. Ein bauernschlauer Dienstmann, der mit den beiden Hungerkünstlern befreundet ist, versucht für die beiden daraus Kapital zu schlagen, woraus sich eine Reihe von Irrungen und Wirrungen ergeben. Es stellt sich heraus, dass diese Annahme nicht stimmt, und beide Künstler können schließlich ihre jeweilige Herzdame heimführen.

## Produktionsnotizen
Zwei in einem Anzug entstand im Frühjahr 1950 in Geiselgasteig (Studio) und München-Schwabing (Außenaufnahmen). Der Film wurde am 22. Mai 1950 in München uraufgeführt. Die Berliner Premiere fand am 12. Januar 1951 statt.
Oskar Marion übernahm die Produktionsleitung, Max Seefelder und Rudolf Pfenninger entwarfen die Filmbauten.
Der Film ist ein Remake von „Mit dir durch dick und dünn“, den Co-Autor Seitz bereits 1934 in die Kinos gebracht hatte.

## Kritik
Im Filmdienst heißt es: „Einfältiger Schwank.“